# Onglières
Onglières település Franciaországban, Jura megyében. Lakosainak száma 64 fő (2022. január 1.). Onglières Chapois, Doye, Mournans-Charbonny, Les Nans, Plénise, Plénisette és Mièges községekkel határos.

## Népesség
A település népességének változása:
| Lakosok száma | 94   | 79   | 60   | 73   | 70   | 67   | 65   | 63   | 63   | 64   |
|               | 1968 | 1982 | 1990 | 2006 | 2013 | 2015 | 2017 | 2019 | 2020 | 2022 |